# 栄町 (東京都府中市)
栄町（さかえちょう）は、東京都府中市の地名。現行行政地名は栄町一丁目から栄町三丁目。郵便番号は183-0051（武蔵府中郵便局管区）。

## 地理
府中市の北部に位置する。東から時計回りに新町、幸町、晴見町、東芝町、武蔵台、国分寺市西元町及び東元町に隣接する。

### 地価
住宅地の地価は、2016年（平成28年）1月1日の公示地価によれば、栄町2丁目14番5の地点で26万4000円/m2となっている。

## 歴史
1889年（明治22年） の町村制施行から府中市発足までは北多摩郡府中町の区域に属していた。1954年（昭和29年）4月1日に府中市成立により府中市の一部となり、1961年（昭和36年）に大字府中（府中町域が転換）の一部より成立した。

## 世帯数と人口
2018年（平成30年）1月1日現在の世帯数と人口は以下の通りである。
| 丁目       | 世帯数    | 人口    |
| ---------- | --------- | ------- |
| 栄町一丁目 | 885世帯   | 1,707人 |
| 栄町二丁目 | 725世帯   | 1,455人 |
| 栄町三丁目 | 1,011世帯 | 2,116人 |
| 計         | 2,621世帯 | 5,278人 |

## 小・中学校の学区
市立小・中学校に通う場合、学区は以下の通りとなる。
| 丁目       | 番地 | 小学校                 | 中学校                 |
| ---------- | ---- | ---------------------- | ---------------------- |
| 栄町一丁目 | 全域 | 府中市立新町小学校     | 府中市立府中第一中学校 |
| 栄町二丁目 | 全域 | 府中市立府中第九小学校 | 府中市立府中第一中学校 |
| 栄町三丁目 | 全域 | 府中市立府中第九小学校 | 府中市立府中第一中学校 |

## 交通

### 鉄道
| 隣接する街区の駅             | バス移動で利用可能な駅                                                                  |
| ---------------------------- | --------------------------------------------------------------------------------------- |
| JR武蔵野線 - 北府中駅(JM 34) | 京王線 - 府中駅(KO 20) JR中央線 西武国分寺線(SK01) 西武多摩湖線(ST01) - 国分寺駅(JC 16) |

- JR東日本の武蔵野線が街区西端をかすめているが、街区内に駅はない。当路線の最寄駅は北府中駅になる。

### バス
- 京王電鉄バス府中営業所

…が周辺の路線バスを運行している。

### 道路
- 東京都道14号新宿国立線（東八道路）
- 東京都道17号所沢府中線（府中街道）
- 東京都道133号小川山府中線（国分寺街道）

## 施設
- 明星学苑
  - 明星小学校
  - 明星中学校・高等学校
  - 明星幼稚園
- 東京都立府中高等学校
- 府中市立府中第九小学校
- 府中栄町郵便局